# Grad Geiersberg
Grad Geiersberg ali tudi Geyersberg je  skalni grad v  Brežah na avstrijskem Koroškem. Stoji na strmi pečini na severnem robu mesta. Pečina se strmo nagiba na tri strani, le na zahodu se položno sedlo prevesi na Krewenze, od koder je položna pot do gradu. Grad je v zasebni lasti in ni odprt za javnost. 

## Zgodovina
Grad je prvič omenjen v listini iz leta 1271. Listina iz tega leta poroča o izročilu, da naj bi prvotna gradnja kompleksa segala v leto 1130, v čas salzburškega nadškofa Konrada I. Takrat naj bi koroški vojvoda Engelbert II. med sporom s krškim škofom Hilteboldom oblegal njegovo trdnjavo na Petersbergu in za namene obleganja zgradil grad na Geiersbergu kot bazo. Takrat je bil Girsperch, kot se je takrat imenoval Geiersberg, že salzburški fevd, ki ga je nadškof Friderik podelil Vulfingu Stubenberškemu. Leta 1299 se je salzburški ministerial Liebhard Raspejski odpovedal dohodkom od gradu v zameno za plačilo 80 mark breških fenigov, ki jih je takrat spet prevzel nadškof Konrad. Trdnjava je bila del takratnih obsežnih mestnih utrdb. Grad je bil od 13. stoletja povezan z uradom vicedoma. Leta 1480 so Madžari v zavezništvu s salzburškim nadškofom pod vodstvom stotnika Ivana Haugwitza iz Biskupiča zasedli salzburške posesti na Koroškem, vključno z Geiersbergom. Deset let pozneje so jih vrnili škofiji. Grad so uporabljali kot stanovanjski in upravni sedež mesta. Leta 1496 je Baltazar Tanhausenski nadškofu Leonhardu potrdil, da zapušča mesto glavarja v Brežah za 16 let. Nato se je lotil velikih širitvenih del. Od leta 1544 do 1572 je bil Geyersberg podeljen breškemu vicedomu Juriju Schafmannu Hemerleškemu. Konec 17. stoletja je požar na gradu povzročil veliko škodo.
Po požaru leta 1690 je grad v fevd dobil Janez Andrej Auer od salzburškega nadškofa Janeza Ernesta. Auer ga je dal popraviti. Sledilo je več menjav lastništva, vendar je bil grad od leta 1750 nenaseljen. Samo romanski grajski stolp in poznogotska kapela sv. Ane sta preživela stoletja skoraj nepoškodovana. Leta 1838 je grad polruševino pridobil Ferdinand von Werdenigg. Leta 1912 je celovški lekarnar Viljem von Dietrich grad obsežno obnovil v historicističnem slogu in prezidal zahodni trakt. Od leta 1957 je Geiersberg pripadal Herbertu Mayerhofferju, ki je urejeno rezidenco uporabljal za stanovanjske namene. Grad je leta 2005 kupil nov zasebni lastnik.

## Stavbne značilnosti gradu
Na vrhu skale stoji pravokoten jedrni grad iz prve polovice 13. stoletja z mogočnim bergfridom (glavnim obrambnim stolpom). Na severni strani je palas iz začetka 20. stoletja. Od palasa iz zgodnjega 13. stoletja na severovzhodnem boku so ostali le spodnji deli obzidja. Prvi kompleks je bil na severu, zahodu in jugu obdan z drugim obzidjem iz druge polovice 13. stoletja z vogalnim, prvotno odprtim polstolpom na zahodu in stolpom v južnem vogalu, ki je bil preurejen v kapelo v začetku 14. stoletja.

### Stanovanjsko krilo
Stanovanjski trakt je bil v historiziranem slogu zgrajen med letoma 1911 in 1912 in kmalu zatem ga je leta 1935 prezidal Helmar Temajer. Od takrat so poznejši lastniki še ta del naprej prenavljali.

### Stolp
V nekdanjem južnem vogalu trdnjave stoji mogočna šestnadstropna utrdba kvadratnega tlorisa. Redna zidava iz lomljenega kamna je bila zgrajena v prvi polovici 13. stoletja. Stavba ima zgodovinska okna biforije v zgornjih nadstropjih na vzhodnem in južnem pročelju; iz prve polovice 13. stoletja so samo originalne svetlobne reže z razkritimi robovi, uokvirjeni s svetlimi kockami. Renesančni leseni balkon je bil dozidan šele leta 1912.

### Zunanje obzidje
Zunanji obroč je sestavljen iz lomljenega kamna iz druge polovice 13. stoletja in je bil leta 1912 popolnoma prenovljen in opremljen s pravokotnimi obzidji. V prvi četrtini 14. stoletja so grad vključili v predmestno utrdbo kot severno obzidje in zgradili obzidje proti jugozahodu. Stolp granat je bil prvotno enostransko odprt, leta 1912 pa so ga zazidali. Nekatera pravokotna okna z ortostatskimi stenami so še v prvotnem stanju.

### Vratni stolp in kapela svete Ane
Stolp, ki štrli iz južnega vogala beringa z nekdanjim pravokotnim tlorisom, je bil v območju zgornjega nadstropja konec 15. in v začetku 16. stoletja spremenjen v kapelo z nepravilnim ⅜ zaključkom. Sedanji prehod skozi stolp, podkonstrukcija za dostop do kapele in ločni portal so iz začetka 16. stoletja. Kapela je okrašena s freskami iz začetka 16. stoletja. Na vzhodni steni je upodobljena skupina križanih. Na jugovzhodni steni sta vidni Mati Božja in sveta Elizabeta. Upodobitve na južni steni prikazujejo po dva škofa in viteza, sv. Ano s sv. Jožefom in položno figuro sv. Katarine. Freske so bile močno spremenjene s prepleskavanjem in restavrirane leta 1954. Veliki oltar je bil izdelan okoli leta 1670. Rahlo konkavno ukrivljeno oltarno steno strukturirajo niše in zaviti stebri, prepleteni z listi vinske trte. Antependij ob straneh obrobljajo hermasti volutni pilastri z angelskimi glavami.

### Predgradje
Zunanji obor je v veliki meri sestavljen iz nepravilnih zidakov iz lomljenega kamna iz prve četrtine 14. stoletja. V jugozahodni smeri se je delno porušil in je bil leta 1970 obnovljen. Zunanji obor ima blizu južnega vogala in na jugozahodni sprednji strani preprosta okrogla obokana vrata ter polstolp, ki štrli iz obzidja na jugozahodu.